# Linia kolejowa nr 183
Linia kolejowa nr 183 – normalnotorowa, jednotorowa linia kolejowa znaczenia miejscowego łącząca stację Dąbrowa Górnicza Ząbkowice ze stacją Będzin Łagisza (dawniej ze stacją Brzeziny Śląskie). Na odcinku od km -1,131 do km 0,690 jest linią zelektryfikowaną.